# L'ultima cena (film 1949)
L'ultima cena è un film del 1949 diretto da Luigi Giachino.
La pellicola narra la vita di Leonardo da Vinci durante la composizione dell'affresco Ultima Cena.